# Cliff Thorburn
Clifford Charles Devlin (Cliff) Thorburn, född 16 januari 1948 i Victoria, British Columbia, är en kanadensisk snookerspelare.
Hans största framgång i karriären är VM-segern 1980 då han slog Alex Higgins i finalen. Thorburn var fram till 2010 (då australiensaren Neil Robertson vann) den ende från utanför Brittiska öarna som hade vunnit VM sedan tävlingen permanenterades till Sheffield och The Crucible Theatre 1977. Thorburn var i final vid ytterligare två tillfällen, då han förlorade mot John Spencer 1977 och Steve Davis 1983.
Thorburn blev den förste någonsin att göra ett maximumbreak i VM, vilket han gjorde i världsmästerskapen 1983 mot Terry Griffiths. Han har dessutom gjort ett maximumbreak vid ytterligare ett tillfälle. Thorburn blev professionell snookerspelare 1972 och innehade förstaplatsen på rankingen under säsongen 81/82. Förutom sina VM-segrar har han bland annat även vunnit Masters vid tre tillfällen: 1983, 1985, och 1986.
Thorburn fick smeknamnet The Grinder ("Malaren") på grund av sin långsamma men effektiva spelstil. 

## Titlar

### Rankingturneringar
- VM: 1980
- Goya Matchroom Trophy: 1985

### Andra turneringar
- Masters: 1983, 1985, 1986
- Canadian Open: 1974, 1978, 1979, 1980
- Scottish Masters: 1985, 1986
- Pot Black: 1981
- Canadian Professional Championship: 1984, 1985, 1986, 1987
- World Cup: 1982, 1990 (med  Kanada)